# Valdivia (Schiff, 1961)
Die Valdivia war ein deutsches Forschungsschiff, das zunächst als Heckfänger gebaut und in Dienst gestellt wurde.

## Geschichte
Das Schiff wurde 1961 unter der Baunummer 863 auf der AG Weser, Werk Seebeck in Bremerhaven gebaut und an die Norddeutsche Hochseefischerei AG, Bremerhaven, ausgeliefert. Es wurde als Vikingbank mit dem Fischereikennzeichen BX 682 in Dienst gestellt. 
Die Kiellegung des Schiffes erfolgte am 25. Oktober 1960, der Stapellauf fand am 9. Februar 1961 statt. Die Fertigstellung des Schiffes erfolgte am 15. Mai 1961.
Angetrieben wurde das Schiff von einem von MAN gebauten Sechszylinder-Viertakt-Dieselmotor mit einer Leistung von 1.589 kW, mit dem es eine Höchstgeschwindigkeit von 13 kn erreichen konnte. Daneben verfügte das Schiff über ein Bugstrahlruder.
Am 16. März 1970 wurde das Schiff an die Unterweser Reederei in Bremen verkauft und bis Ende des Jahres auf der Elsflether Werft zum Forschungsschiff für die maritime Rohstoffforschung umgebaut. Der neue Name des Schiffes wurde der traditionsreiche der alten Valdivia. 1973 ging das Schiff an die VTG Versorgungsschiffahrt, ein Jahr später an die Partenreederei MS Valdivia und 1975 schließlich an die RF Reedereigemeinschaft Forschungsschiffahrt in Bremen, die es bis 1999 bereederte. Es wurde in verschiedenen Bereichen der Seegeophysik, Meeresgeologie, Ozeanographie und Prospektion (insbesondere Manganknollen) eingesetzt. Die Schwerpunkte der Rohstofferkundung lagen im zentralen Pazifik, im Roten Meer, im südostasiatischen Raum sowie in Seegebieten vor Ost- und Westafrika. 
Seit 1982 gehörte die Valdivia der Freien und Hansestadt Hamburg und wurde vom Zentrum für Meeres- und Klimaforschung der Universität Hamburg eingesetzt.

## Verbleib des Schiffes

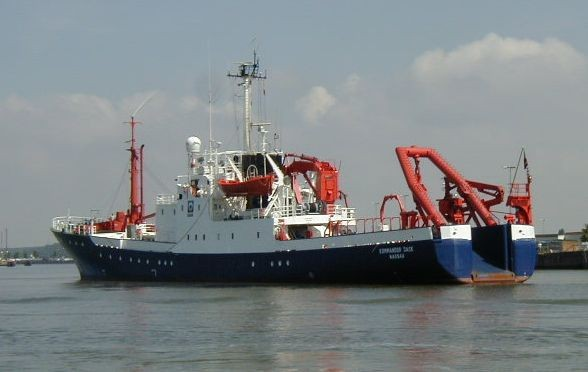
Kommandor Jack (ex. Valdivia)

Am 19. Juli 1999 wurde das Schiff an Hays Ships Nassau (Bahamas) weiterverkauft. Der Name des Schiffes, das zunächst gemeinsam von Hays Ships in Aberdeen und dem mittlerweile zu Fugro gehörenden Unternehmen FUGRO OSAE (ehemals OSAE Offshore Survey and Engineering-Gesellschaft für Seevermessung) in Bremen betrieben wurde, war seitdem Kommandor Jack.
Anfang 2013 wurde das Schiff verschrottet.